# Kościół św. Barbary w Gdańsku
Kościół św. Barbary w Gdańsku – zabytkowy późnogotycki kościół parafialny w Śródmieściu Gdańska. Od połowy XVI wieku do 1945 roku świątynia protestancka.

## Historia (kalendarium)
- 1387 – Przy Długich Ogrodach, poza obrębem miejskim powstał szpital dla zakaźnie chorych z kaplicą pod wezwaniem św. Barbary, określaną jako Barbara Capella, podporządkowany kościołowi Najświętszej Panny Marii. Po stronie północnej, pomiędzy obecnymi ul. Długie Ogrody i ul. św. Barbary, został założony mały cmentarz przyszpitalny[3] (St. Barbara-Kirchhof).
- 1436 – Kaplica św. Barbary została przebudowana. Otrzymała założenie halowe, dwunawowe, bez prezbiterium.
- 1456 – Decyzją biskupa kujawskiego Jana Gruszczyńskiego w dniu 28 stycznia kaplica szpitalna św. Barbary podniesiona została do rangi kościoła parafialnego (jednego z sześciu w Gdańsku), przy którym powstała szkoła parafialna.
- 1485–1489 – Rozbudowa kościoła.
- 1499 – Kościół spłonął. Pożary niszczyły go jeszcze w latach 1537 i 1545. Został odbudowany i wzmocniony przyporami.
- 1557 – Po odbudowie zmiany w religijności gdańszczan spowodowały przekształcenie świątyni na kościół luterański.
- 1619–1620 – Wieża kościoła zwieńczona została renesansowym hełmem. Wieżę zdobił zegar zamontowany w 1613 roku.
- koniec XVI wieku – Organistą był tu kompozytor Piotr Drusiński.
- 1726–1728 – Kościół uzyskał dodatkową od strony południowej nawę w stylu barokowym.
- 1746–1747 – 39-głosowe organy zbudował wybitny gdański organmistrz Andreas Hildebrandt.
- 1788 – Szkołę przy kościele św. Barbary przekształcono z łacińskiej na niemiecką.
- koniec XVIII wieku – Po zapełnieniu się cmentarzyka (zamknięty około 1800 roku) został obok założony mały cmentarz ewangelicki o powierzchni ok. 0,5 ha (nieczynny po otwarciu siedleckiego cmentarza w rejonie ul. Zakopiańskiej i ul. Bema w 1869 roku, zamknięty urzędowo po 1945 roku)[4][5].
- 1806–1807 – W trakcie wojen napoleońskich w kościele umiejscowiono szpital wojskowy i magazyny.
- 1813 – Kościół doznał poważnych uszkodzeń podczas oblężenia Gdańska.
- 1945 – W wyniku działań wojennych zawaliły się ściany szczytowe, wszystkie górne kondygnacje wieży oraz dachy, a wraz z nimi większość sklepień w północnych kaplicach oraz w arkadach oddzielających nawy. Zniszczeniu uległy też cenne organy.
- 1956 – Rozpoczęto odbudowę kościoła.
- 1959 – Świątynię przejął Kościół katolicki.
- 1961 – Odbudowano kościół bez nawy południowej (decyzję o rozbiórce nawy podjęto w 1966 roku).
- 30 marca 1968 – Ponowne erygowanie parafii rzymskokatolickiej[6].
- 1969 – Parafia otrzymała trzy spiżowe dzwony, ufundowane przez katolików niemieckich, przeznaczone pierwotnie dla gdańskiego kościoła mariackiego.
- 1972 – Zrekonstruowano wieżę kościelną.
- 1975 – Montaż witraży według projektu Barbary Massalskiej.
- 1987 – Remont wnętrza i ułożenie posadzki.
- 1988 – Wykonanie czterech kolejnych witraży.
- 1994 – Wystrój wnętrza – stylowe lampy i kinkiety.
- 1999 – Nowe, 16-głosowe organy o trakturze mechanicznej zbudował organmistrz Jerzy Kurecki z Koźmina koło Pogódek[7].
- czerwiec 2010 – Kościół otrzymał zewnętrzną iluminację[8].

## Wyposażenie i architektura kościoła
Świątynia ma długość 36 m, szerokość 18 m, wysokość 10 m. Powierzchnia użytkowa wynosi 648 m². Czterdziestometrowa wieża góruje nad Długimi Ogrodami. 
Nowa ściana powstała po wyburzeniu nawy południowej jest ozdobiona nowoczesnymi witrażami ze szkła hutniczego projektu gdańskiej artystki Barbary Massalskiej. Współczesny jest też wystrój prezbiterium. Kościół zdobi siedem zabytkowych rzeźb przekazanych przez Muzeum Narodowe w Gdańsku.
Kościół jest orientowany, wolnostojący, niejednorodny stylowo, w swej zasadniczej części gotycki, rekonstruowane górne kondygnacje wieży i hełm – renesansowe, szczyt wschodni (nie w pełni rekonstruowany) – o formach barokowych. Jednonawowy, czteroprzęsłowy, wzniesiony został na rzucie nieregularnego prostokąta z czworoboczną, masywną wieżą od zachodu (ustawioną pod kątem i zsuniętą z osi w kierunku południowym) i czworoboczną zakrystią od północy. We wnętrzu, przypory wciągnięte do środka tworzą dwa rzędy płytkich kaplic, w grubym murze ściany zachodniej mieści się okrągła klatka schodowa.

### Dzwony
W latach 20 XX w. zawieszono na wieży trzy żeliwne dzwony, wykonane przez zakład Schilling & Lattermann. Nie zachowały się one do dzisiaj, gdyż w 1945 roku zawaliła się wieża świątyni.
W 1969 roku parafia otrzymała trzy spiżowe dzwony odlane jako dar votum kapłanów diecezji magdeburskiej. Pierwotnie były przeznaczone dla Bazyliki Mariackiej. Noszą imiona: Maryja Królowa Polski, św. Barbara i Serce Jezusa. Napędzane są dzięki napędom łańcuchowym.
|              | Imię                  | Waga (kg)   | Ton    | Średnica | Rok odlania | Odlewnia                |
| ------------ | --------------------- | ----------- | ------ | -------- | ----------- | ----------------------- |
| Mały dzwon   | Maryja Królowa Polski | ok. 1200 kg | e’ (+) | 123 cm   | 1968        | Franz Schilling, Apolda |
| Średni dzwon | św. Barbara           | ok. 2000 kg | d’ (-) | 149 cm   | 1968        | Franz Schilling, Apolda |
| Duży dzwon   | Duch Święty           | ok. 2700 kg | c’ (-) | 167 cm   | 1968        | Franz Schilling, Apolda |